# 2024년 월드 시리즈
2024년 월드 시리즈는 메이저 리그 베이스볼(MLB)의 120번째 챔피언십 시리즈이다. 10월 25일부터 10월 30일까지 진행되었으며, 로스앤젤레스 다저스(LA 다저스)가 시리즈 전적 4 대 1으로 뉴욕 양키스를 꺾고 우승하였다. 프레디 프리먼(LA 다저스)이 최우수 선수상 수상자로 선정되었다.
아메리칸 리그(AL) 우승팀인 뉴욕 양키스와 내셔널 리그(NL) 우승팀인 로스앤젤레스 다저스(LA 다저스)가 경쟁, 7전 4선승제로 진행되었다. LA 다저스가 1·2·3차전과 5차전 경기에서 승리하였다.
뉴욕 양키스와 로스앤젤레스 다저스가 월드 시리즈에서 맞붙은 것은 1981년 월드 시리즈 이후 43년 만이다.
10월 25일 열린 1차전 경기에서 LA 다저스가 6 대 3으로 뉴욕 양키스를 꺾었다. 10월 26일 열린 2차전 경기에서는 LA다저스가 4 대 2 로 뉴욕 양키스에 승리하였고, 10월 28일 3차전에서도 LA 다저스가 4 대 2로 뉴욕 양키스에 승리하였다. 10월 29일 4차전 경기에서는 뉴욕 양키스가 11 대 4로 LA 다저스에 승리하였다. 10월 30일 5차전 경기에서 LA 다저스가 7 대 6으로 뉴욕 양키스를 꺾고 시리즈 전적 4승 1패로 2024년 월드 시리즈 우승팀이 되었다.
프레디 프리먼(LA 다저스)이 2024년 월드 시리즈 최우수 선수상에 선정되었다. 프리먼은 1차전 경기에서 월드 시리즈 사상 첫 끝내기 만루 홈런을 기록하였고, 이어진 2·3차전에서도 홈런을 기록, 5경기로 연속 경기 홈런 타이를 기록하였다. 10월 29일 LA 다저스가 패배하기는 하였으나, 프리먼은 1회초 공격 때 2점 홈런을 치면서 월드시리즈 연속 경기 홈런 신기록(6경기)을 작성하였다. 프리먼은 2024년 월드 시리즈에서 5경기 모두 출전하여 20타수 6안타(타율 0.300), 4홈런, 12타점을 기록하였다.

## 경기 일정
월드시리즈는 7전 4선승제로, 5차전 경기부터는 필요시 진행하며, 시리즈는 최대 11월 2일까지 진행될 예정이었다.
LA 다저스가 4승 1패로 우승함에 따라, 2024년 월드 시리즈는 5차전 경기를 끝으로 일정이 종료 되었다.
| 경기 | 날짜                | 경기장        | 경기 결과                     | 비고                                                                             |
| ---- | ------------------- | ------------- | ----------------------------- | -------------------------------------------------------------------------------- |
| 1    | 2024년 10월 25일 금 | 다저 스타디움 | 뉴욕 양키스 3 대 6 LA 다저스  | - 10회까지 경기가 진행. - 다저스 1승으로 앞서다.                                 |
| 2    | 2024년 10월 26일 토 | 다저 스타디움 | 뉴욕 양키스 2 대 4 LA 다저스  | 다저스 승. 다저스가 2승으로 앞서다.                                              |
| 3    | 2024년 10월 28일 월 | 양키 스타디움 | LA 다저스 4 대 2 뉴욕 양키스  | 다저스 승. 다저스가 3승으로 앞서다.                                              |
| 4    | 2024년 10월 29일 화 | 양키 스타디움 | LA 다저스 4 대 11 뉴욕 양키스 | 양키스 승. 다저스가 3승 1패로 앞서다.                                            |
| 5    | 2024년 10월 30일 수 | 양키 스타디움 | LA 다저스 7 대 6 뉴욕 양키스  | 다저스 승리, 4승 1패로 2024 월드 시리즈 우승 다저스의 통산 8번째 월드시리즈 우승 |

### 1차전
10월 25일 금요일 오후 5:08(PDT), 다저 스타디움(미국 캘리포니아주 로스앤젤레스). 기온 섭씨 24도. 맑음
| | 1 | 2 | 3 | 4 | 5 | 6 | 7 | 8 | 9 | 10 | R | H  | E |
| --- | - | - | - | - | - | - | - | - | - | -- | - | -- | - |
| 뉴욕 양키스 | 0 | 0 | 0 | 0 | 0 | 2 | 0 | 0 | 0 | 1  | 3 | 10 | 1 |
| LA 다저스 | 0 | 0 | 0 | 0 | 1 | 0 | 0 | 1 | 0 | 4  | 6 | 7  | 1 |
| ※R: 득점(Run), H: 안타(Hit), E: 실책(Error) |   |   |   |   |   |   |   |   |   |    |   |    |   |
| 승리 투수: 블레이크 트라이넨 패전 투수: 제이크 커즌스 홈런(시리즈 홈런 갯수) - 뉴욕 양키스: 잔카를로 스탠턴(1) - LA 다저스: 프레디 프리먼(1) 경기 시간: 3시간 27분 관중 수: 52,394 |   |   |   |   |   |   |   |   |   |    |   |    |   |
| 출처: MLB boxscore |   |   |   |   |   |   |   |   |   |    |   |    |   |

1차전 LA 다저스의 선발투수는 잭 플래허티, 뉴욕 양키스의 선발 투수는 게릿 콜이다. LA 다저스가 5회말 선취점을 냈고, 6회초 뉴욕 양키스가 2점을 내며 2 대 1로 역전하였다. 이후 8회말 LA다저스가 1점을 내며 2 대 2 동점이 되었고, 9회에서는 양쪽 모두 점수를 내지 못하며 경기는 연장전으로 이어졌다.
10회 초 뉴욕 양키스 재즈 치좀 주니어가 우중간 안타로 출루, 이후 두 번의 도루로 2루, 3루를 훔쳤고, 앤서니 볼피의 유격수 땅볼 때 홈으로 들어오며 한 점을 내며 뉴욕 양키스가 3 대 2로 앞섰다. 10회 말 1사 1루 상황에서 토미 에드먼의 안타로 1사 1, 2루가 되었다. 이후 오타니 쇼헤이가 파울 플라이로 물러나며 2사 1, 2루가 되었고, 무키 베츠가 고의 볼넷으로 출루하며 2사 만루가 되었다. 그리고 다음 타자인 프레디 프리먼이 네스터 코르테스 주니어의 초구를 받아치며 만루 홈런으로 6 대 3 역전을 시키며 경기를 끝냈다. 프레디 프리먼의 이 만루 홈런은 월드시리즈 사상 첫 끝내기 만루 홈런이다.

### 2차전
10월 26일 토요일 오후 5:08(PDT), 다저 스타디움(미국 캘리포니아주 로스앤젤레스). 기온 섭씨 25도. 구름 조금
| | 1 | 2 | 3 | 4 | 5 | 6 | 7 | 8 | 9 | R | H | E |
| --- | - | - | - | - | - | - | - | - | - | - | - | - |
| 뉴욕 양키스 | 0 | 0 | 1 | 0 | 0 | 0 | 0 | 0 | 1 | 2 | 4 | 0 |
| LA 다저스 | 0 | 1 | 3 | 0 | 0 | 0 | 0 | 0 | X | 4 | 8 | 0 |
| ※R: 득점(Run), H: 안타(Hit), E: 실책(Error) |   |   |   |   |   |   |   |   |   |   |   |   |
| 승리 투수: 야마모토 요시노부, 세이브: 알렉스 베시아 패전 투수: 카를로스 로돈 홈런(시리즈 홈런 갯수) - 뉴욕 양키스: 후안 소토(1) - LA 다저스: 토미 에드먼(1), 테오스카 에르난데스(1), 프레디 프리먼(2) 경기 시간: 2시간 53분 관중 수: 52,725 |   |   |   |   |   |   |   |   |   |   |   |   |
| 출처: MLB boxscore |   |   |   |   |   |   |   |   |   |   |   |   |

LA 다저스는 야마모토 요시노부가, 뉴욕 양키스는 카를로스 로돈이 각각 선발 투수로 출장하였다.
2차전 경기에서는 2회말 LA 다저스 공격에서 토미 에드먼이 홈런으로 선취점을 기록하였다. 이어 3회초 뉴욕 양키스 후안 소토가 홈런으로 1 대 1 동점을 만들었다. 3회말 LA 다저스는 2사에서 무키 베츠가 안타를 치고 나갔으며, 테오스카 에르난데스가 홈런으로 2점을 추가 3 대 1이 되었다. 그리고 다음 타자인 프레디 프리먼이 홈런으로 1점을 추가, 4 대 1로 점수 차를 벌렸다.
7회말 LA 다저스 공격 중 오타니 쇼헤이가 2루로 도루를 시도하던 중 어깨 부상으로 교체되었다.
뉴욕 양키스는 4 대 1로 뒤진 상황에서 9회초 마지막 공격을 시작하였다. 선두 타자 후안 소토가 출루하였고, 블레이크 트레이넨의 폭투로 2루까지 진루하였다. 1사 2루 상황에서 잔카를로 스탠턴이 친 공이 3루를 맞고 튀어 오르면서 후안 소토가 홈을 밟아 4 대 2를 만들었다. 이후 재즈 치좀 주니어가 안타로 출루하고, 앤서니 리조가 몸에 맞는 공으로 출루하면서 1사 만루가 되었다. 그러나 후속 타자인 앤서니 볼피가 삼진으로 2사, 호세 트레비노가 뜬공으로 아웃되면서 2차전 경기가 끝났다.
LA 다저스가 4 대 2로 1차전에 이어 2차전 경기도 가져오면서, 시리즈 2승으로 앞서 나가게 되었다. 월드시리즈 역사에서 1차전과 2차전을 이긴 팀의 우승 확률은 84%(92번 중 77회)이다. LA 다저스가 다저 스타디움에서 2승을 기록한 가운데 3차전은 하루를 쉬고, 양키 스타디움에서 진행될 예정이다.

### 3차전
10월 28일 토요일 오후 8:17(EDT), 양키 스타디움(미국 뉴욕주 브롱크스). 기온 섭씨 11도. 맑음
| | 1 | 2 | 3 | 4 | 5 | 6 | 7 | 8 | 9 | R | H | E |
| --- | - | - | - | - | - | - | - | - | - | - | - | - |
| LA 다저스 | 2 | 0 | 1 | 0 | 0 | 1 | 0 | 0 | 0 | 4 | 5 | 0 |
| 뉴욕 양키스 | 0 | 0 | 0 | 0 | 0 | 0 | 0 | 0 | 2 | 2 | 5 | 1 |
| ※R: 득점(Run), H: 안타(Hit), E: 실책(Error) |   |   |   |   |   |   |   |   |   |   |   |   |
| 승리 투수: 워커 뷸러 패전 투수: 클라크 슈미트 홈런(시리즈 홈런 갯수) - LA 다저스: 프레디 프리먼(3) - 뉴욕 양키스: 앨릭스 베르두고(1) 경기 시간: 2시간 53분 관중 수: 52,725 |   |   |   |   |   |   |   |   |   |   |   |   |
| 출처: MLB boxscore |   |   |   |   |   |   |   |   |   |   |   |   |

3차전에서는 LA 다저스 워커 뷸러, 뉴욕 양키스 클라크 슈미트가 각각 선발 투수로 출장하였다.
1회초 LA 다저스 공격에서 1번 지명타자 오타니 쇼헤이가 볼넷을 골라 출루하였고, 이어 무키 베츠가 뜬공으로 물러나며 1사 1루 상태가 되었다. 그리고 프레디 프리먼이 2점 홈런으로 선취점을 기록 LA 다저스가 2 대 0으로 앞서 나갔다. 다저스는 3회·6회 공격에서 각각 1점을 추가하였다.
뉴욕 양키스는 4 대 0으로 뒤져있는 상황에서 9회말 공격을 시작하였다. 9회 2사 상황에서 앨릭스 베르두고가 2점 홈런을 기록하여 4 대 2를 만들었으나, 이후 추가 득점을 하지 못하면서 4 대 2로 경기가 종료되었다. 다저스가 1·2·3차전을 모두 승리하며 우승까지 1승을 남겨두게 되었다.
1회초 LA 다저스 프레디 프리먼의 홈런은 이번 2024년 월드 시리즈에서 프리먼이 기록한 3번째 홈런이다. 프레디 프리먼은 직전 출장하였던 2021년 월드 시리즈 5·6차전에서 홈런을 기록한 바가 있어, 월드시리즈 연속 홈런 타이 기록(5 경기)을 세웠다. LA 다저스의 선발 투수 워커 뷸러는 이날 5이닝 2피안타 2볼넷 무실점으로 개인 통산 두 번째 월드 시리즈 선발승을 기록하였다. 4차전은 10월 29일 양키 스타디움에서 이어진다.

### 4차전
10월 29일 화요일 오후 8:08(EDT), 양키 스타디움(미국 뉴욕주 브롱크스). 기온 섭씨 16도. 구름
| | 1 | 2 | 3 | 4 | 5 | 6 | 7 | 8 | 9 | R  | H | E |
| --- | - | - | - | - | - | - | - | - | - | -- | - | - |
| LA 다저스 | 2 | 0 | 0 | 0 | 2 | 0 | 0 | 0 | 0 | 4  | 6 | 1 |
| 뉴욕 양키스 | 0 | 1 | 4 | 0 | 0 | 1 | 0 | 5 | X | 11 | 9 | 0 |
| ※R: 득점(Run), H: 안타(Hit), E: 실책(Error) |   |   |   |   |   |   |   |   |   |    |   |   |
| 승리 투수: 클레이 홈스 패전 투수: 다니엘 허드슨 홈런(시리즈 홈런 갯수) - LA 다저스: 프레디 프리먼(4), 윌 스미스(1) - 뉴욕 양키스: 앤서니 볼피(1), 오스틴 웰스(1), 글레이버 토레스(1) 경기 시간: 3시간 16분 관중 수: 49,354 |   |   |   |   |   |   |   |   |   |    |   |   |
| 출처: MLB boxscore |   |   |   |   |   |   |   |   |   |    |   |   |

4차전 LA 다저스는 벤 캐스패리우스, 뉴욕 양키스는 루이스 길이 각각 선발 투수로 등판하였다.
1회초 LA 다저스의 공격으로 경기가 시작되었으며, 1사 2루에서 프레디 프리먼이 타석에 섰다. 프리먼이 2점 홈런을 기록하며 6경기 연속 홈런으로 신기록을 작성하면서 2 대 0으로 앞서나갔다. 이어진 2회말 양키스 공격에서 1사 2, 3루 상황에서 앨릭스 베르두고의 땅볼로 1득점을 하면서 2 대 1이 되었으며, 3회말 2사 만루에서 앤서니 볼피가 만루 홈런으로 5 대 2로 경기를 뒤집어 양키스가 앞서나가게 되었다.
5회초 LA 다저스는 윌 스미스의 솔로홈런으로 1점을 추가하며 5 대 3으로 좁혔으며, 1사 1, 3루 상황에서 프레디 프리먼의 땅볼 타점으로 5 대 4까지 따라붙었다. 그러나 6회말 양키스 공격에서 오스틴 웰스가 1점 홈런을 기록하며 6 대 4가 되었고, 8회말에는 글레이버 토레스의 3점 홈런과 이후 추가 2득점으로 점수 차는 11 대 4 까지 벌어졌다. 이후 9회초 LA 다저스가 점수를 내지못하며 11 대 4 양키스 승리로 4차전 경기가 종료되었다.
LA 다저스가 3승 1패, 뉴욕 양키스가 1승 3패인 상황에서, 5차전 경기는 10월 30일 양키 스타디움에서 이어진다.

### 5차전
10월 30일 수요일 오후 8:08(EDT), 양키 스타디움(미국 뉴욕주 브롱크스). 기온 섭씨 19도. 구름 조금
| | 1 | 2 | 3 | 4 | 5 | 6 | 7 | 8 | 9 | R | H | E |
| --- | - | - | - | - | - | - | - | - | - | - | - | - |
| LA 다저스 | 0 | 0 | 0 | 0 | 5 | 0 | 0 | 2 | 0 | 7 | 7 | 0 |
| 뉴욕 양키스 | 3 | 1 | 1 | 0 | 0 | 1 | 0 | 0 | 0 | 6 | 8 | 3 |
| ※R: 득점(Run), H: 안타(Hit), E: 실책(Error) |   |   |   |   |   |   |   |   |   |   |   |   |
| 승리 투수: 블레이크 트라이넨, 세이브: 워커 뷸러 패전 투수: 토미 케인리 홈런(시리즈 홈런 갯수) - LA 다저스: 없음 - 뉴욕 양키스: 에런 저지(1), 재즈 치좀 주니어(1), 잔카를로 스탠턴(2) 경기 시간: 3시간 42분 관중 수: 49,263 |   |   |   |   |   |   |   |   |   |   |   |   |
| 출처: MLB boxscore |   |   |   |   |   |   |   |   |   |   |   |   |

5차전에서 LA 다저스는 잭 플래허티가, 뉴욕 양키스는 게릿 콜이 선발 투수로 등판하였다. 두 선수는 시리즈 1차전 경기에서 선발 투수로 출장하였었다.
뉴욕 양키스가 1회말 에런 저지의 2점 홈런, 재즈 치좀 주니어의 1점 홈런으로 3 대 0으로 앞서 나갔으며, 3회말에는 알렉스 베르두고의 타점으로 1득점, 잔카를로 스탠턴의 1점 홈런으로  5 대 0으로 점수 차를 벌렸다.
다저스는 이후 5회초 공격에서 5점을 득점하며 5 대 5로 동점을 만들었다. 무사 1루에서 토미 에드먼의 뜬공을 에런 저지가 실책으로 놓치며 무사 1, 2루가 되었다. 이어 윌 스미스가 땅볼을 앤서니 볼피가 3루로 악송구, 무사 만루가 되었다. 다음 타순의 개빈 럭스, 오타니 쇼헤이가 삼진으로 물러나며 2사 만루가 되었고, 무키 베츠가 1루수쪽 내야 땅볼을 쳤는데 1루쪽 투수 커버를 들어오지 않으며 내야 안타가 되며 5 대 1, 이어 프레디 프리먼의 2타점 안타와 테오스카 에르난데스의 2타점 2루타가 이어지며 동점을 만들었다.
양키스는 6회말 1사 1, 3루에서 잔카를로 스탠턴이 희생플라이로 6 대 5로 다시 앞서나갔으나, 8회초에 LA 다저스가 무사 만루와 개빈 럭스의 희생플라이로 6 대 6으로 동점을 만들었다. 이어 오타니 쇼헤이가 포수 타격방해로 출루하며 1사 만루 상황이 되었고, 무키 베츠가 중견수쪽 뜬공을 치며 3루의 토미 에드먼이 홈을 밟아 7 대 6으로 역전하였다.
뉴욕 양키스는 8회말 1사 후에 에런 저지가 2루타, 재즈 치좀 주니어의 볼넷으로 1사 1, 2루 기회를 만들었으나, 잔카를로 스탠턴이 우익수 뜬공으로 아웃되고, 앤서니 리조가 삼진으로 아웃되며 득점에 실패하였다.
7 대 6으로 LA 다저스가 앞선상황에서 9회말 투수로 3차전 선발 투수였던 워커 뷸러가 올라왔다. 뷸러는 앤서니 볼피를 3루수 땅볼, 오스틴 웰스를 삼진, 마지막 타자 알렉스 베르두고를 삼진으로 잡고 경기를 끝냈다.
LA 다저스는 1955년, 1959년, 1963년, 1965년, 1981년, 1988년, 2020년에 이은 여덟 번째 우승을 기록하였으며, 뉴욕 양키스는 2009년 월드 시리즈 이후 15년 만의 월드 시리즈 진출로 시즌을 마치게 되었다.
시리즈 최우수 선수상 수상자로 LA 다저스의 프레디 프리먼이 선정되었다. 프리먼은 2024년 월드 시리즈에서 5경기 모두 출전하여 20타수 6안타(타율 0.300), 4홈런, 12타점을 기록하였다. 또한 프리먼은 1차전 경기에서 월드 시리즈 사상 첫 끝내기 만루 홈런을 기록하였고, 2024년 월드 시리즈 1·2·3·4차전에서 홈런을 기록, 이전 월드 시리즈 경기를 포함하여 연속 경기 홈런 신기록(6경기)을 작성하기도 하였다.

## 같이 보기
- 1981년 월드 시리즈(LA 다저스 대 뉴욕 양키스)[E]
- 2024년 한국시리즈
- 커크 깁슨
- 커크 깁슨의 1988년 월드 시리즈 홈런(영어판)